# NASCAR Winston Cup de 1971
A Temporada da NASCAR Winston Cup de 1971 foi a 23º edição da Nascar, com 48 etapas disputadas o campeão foi Richard Petty.

## Calendário
| N.'' | Data   | Corrida                  | Circuito                             | Campeão           | Segundo           | Terceiro       |
| 1    | 10-jan | Motor Trend 500          | Riverside International Raceway      | Ray Elder         | Bobby Allison     | Benny Parsons  |
| 2    | 11-feb | Daytona 500 Qualifier #1 | Daytona International Speedway       | Pete Hamilton     | A.J. Foyt         | Richard Petty  |
| 3    | 11-feb | Daytona 500 Qualifier #2 | Daytona International Speedway       | David Pearson     | Buddy Baker       | Dick Brooks    |
| 4    | 14-feb | Daytona 500              | Daytona International Speedway       | Richard Petty     | Buddy Baker       | A.J. Foyt      |
| 5    | 28-feb | Miller High Life 500     | Ontario Motor Speedway               | A.J. Foyt         | Buddy Baker       | Richard Petty  |
| 6    | 7-mrt  | Richmond 500             | Richmond International Raceway       | Richard Petty     | Bobby Isaac       | Benny Parsons  |
| 7    | 14-mrt | Carolina 500             | Rockingham Speedway                  | Richard Petty     | Bobby Isaac       | Buddy Baker    |
| 8    | 21-mrt | Hickory 276              | Hickory Motor Speedway               | Richard Petty     | David Pearson     | Benny Parsons  |
| 9    | 28-mrt | Southeastern 400         | Bristol Motor Speedway               | David Pearson     | Richard Petty     | Dick Brooks    |
| 10   | 4-apr  | Atlanta 500              | Atlanta Motor Speedway               | A.J. Foyt         | Richard Petty     | Pete Hamilton  |
| 11   | 8-apr  | Columbia 200             | Columbia Speedway                    | Richard Petty     | Benny Parsons     | Dick Brooks    |
| 12   | 10-apr | Greenville 200           | Greenville-Pickens Speedway          | Bobby Isaac       | David Pearson     | Dick Brooks    |
| 13   | 15-apr | Maryville 200            | Smoky Mountain Raceway               | Richard Petty     | Benny Parsons     | Friday Hassler |
| 14   | 18-apr | Gwyn Staley 400          | North Wilkesboro Speedway            | Richard Petty     | David Pearson     | Dick Brooks    |
| 15   | 25-apr | Virginia 500             | Martinsville Speedway                | Richard Petty     | David Pearson     | Bobby Isaac    |
| 16   | 2-mei  | Rebel 400                | Darlington Raceway                   | Buddy Baker       | Dick Brooks       | Dave Marcis    |
| 17   | 9-mei  | Halifax County 100       | South Boston Speedway                | Benny Parsons     | Richard Petty     | James Hylton   |
| 18   | 16-mei | Winston 500              | Talladega Superspeedway              | Donnie Allison    | Bobby Allison     | Buddy Baker    |
| 19   | 21-mei | Asheville 300            | New Asheville Speedway               | Richard Petty     | Elmo Langley      | Cecil Gordon   |
| 20   | 23-mei | Kingsport 300            | Kingsport Speedway                   | Bobby Isaac       | Elmo Langley      | James Hylton   |
| 21   | 30-mei | World 600                | Charlotte Motor Speedway             | Bobby Allison     | Donnie Allison    | Pete Hamilton  |
| 22   | 6-jun  | Mason-Dixon 500          | Dover International Speedway         | Bobby Allison     | Fred Lorenzen     | Richard Petty  |
| 23   | 13-jun | Motor State 400          | Michigan International Speedway      | Bobby Allison     | Bobby Isaac       | Pete Hamilton  |
| 24   | 20-jun | Golden State 400         | Riverside International Raceway      | Bobby Allison     | Ray Elder         | Cecil Gordon   |
| 25   | 23-jun | Space City 300           | Meyer Speedway1                      | Bobby Allison     | James Hylton      | Walter Ballard |
| 26   | 26-jun | Pickens 200              | Greenville-Pickens Speedway          | Richard Petty     | Tiny Lund         | Bill Dennis    |
| 27   | 4-jul  | Firecracker 400          | Daytona International Speedway       | Bobby Isaac       | Richard Petty     | Buddy Baker    |
| 28   | 11-jul | Volunteer 500            | Bristol Motor Speedway               | Charlie Glotzbach | Bobby Allison     | Richard Petty  |
| 29   | 14-jul | Albany-Saratoga 250      | Albany-Saratoga Speedway             | Richard Petty     | Dave Marcis       | J.D. McDuffie  |
| 30   | 15-jul | Islip 250                | Islip Speedway                       | Richard Petty     | Friday Hassler    | Elmo Langley   |
| 31   | 18-jul | Northern 300             | Trenton Speedway                     | Richard Petty     | Buddy Baker       | Bobby Allison  |
| 32   | 24-jul | Nashville 420            | Music City Motorplex                 | Richard Petty     | James Hylton      | Benny Parsons  |
| 33   | 1-aug  | Dixie 500                | Atlanta Motor Speedway               | Richard Petty     | Bobby Allison     | Benny Parsons  |
| 34   | 6-aug  | Myers Brothers 250       | Bowman Gray Stadium                  | Bobby Allison     | Richard Petty     | Jim Paschal    |
| 35   | 8-aug  | West Virginia 500        | West Virginia International Speedway | Richard Petty     | Bobby Allison     | James Hylton   |
| 36   | 15-aug | Yankee 400               | Michigan International Speedway      | Bobby Allison     | Richard Petty     | Buddy Baker    |
| 37   | 22-aug | Talladega 500            | Talladega Superspeedway              | Bobby Allison     | Richard Petty     | Pete Hamilton  |
| 38   | 27-aug | Sandlapper 200           | Columbia Speedway                    | Richard Petty     | Tiny Lund         | Jim Paschal    |
| 39   | 28-aug | Buddy Shuman 276         | Hickory Motor Speedway               | Tiny Lund         | Elmo Langley      | Richard Petty  |
| 40   | 6-sep  | Southern 500             | Darlington Raceway                   | Bobby Allison     | Richard Petty     | Buddy Baker    |
| 41   | 26-sep | Old Dominion 500         | Martinsville Speedway                | Bobby Isaac       | Bobby Allison     | Richard Petty  |
| 42   | 10-okt | National 500             | Charlotte Motor Speedway             | Bobby Allison     | Bobby Isaac       | Donnie Allison |
| 43   | 17-okt | Delaware 500             | Dover International Speedway         | Richard Petty     | Charlie Glotzbach | Bobby Isaac    |
| 44   | 24-okt | American 500             | Rockingham Speedway                  | Richard Petty     | Buddy Baker       | Bobby Allison  |
| 45   | 7-nov  | Georgia 500              | Middle Georgia Raceway               | Bobby Allison     | Tiny Lund         | Friday Hassler |
| 46   | 14-nov | Capital City 500         | Richmond International Raceway       | Richard Petty     | Bobby Allison     | Pete Hamilton  |
| 47   | 21-nov | Wilkes 400               | North Wilkesboro Speedway            | Tiny Lund         | Charlie Glotzbach | Richard Petty  |
| 48   | 12-dec | Texas 500                | Texas World Speedway                 | Richard Petty     | Buddy Baker       | Bobby Allison  |

- 1 De Meyer Speedway was gelegen in Houston en werd eenmalig gebruikt.

## Classificação final - Top 10
| 1  | Richard Petty  | 4435 |
| 2  | James Hylton   | 4071 |
| 3  | Cecil Gordon   | 3677 |
| 4  | Bobby Allison  | 3636 |
| 5  | Elmo Langley   | 3356 |
| 6  | Jabe Thomas    | 3200 |
| 7  | Bill Champion  | 3058 |
| 8  | Frank Warren   | 2886 |
| 9  | J.D. McDuffie  | 2862 |
| 10 | Walter Ballard | 2633 |